# Asperula graveolens
Asperula graveolens är en måreväxtart som beskrevs av Friedrich August Marschall von Bieberstein, Schult. och Julius Hermann Schultes. Asperula graveolens ingår i släktet färgmåror, och familjen måreväxter.

## Underarter
Arten delas in i följande underarter:
- A. g. danilewskiana
- A. g. graveolens
- A. g. leiograveolens